# Marcus Chong
Pour les articles homonymes, voir Chong.
Marcus Chong, né Wyatt, est un acteur américain, né le 8 juillet 1967, à Seattle, dans l'État de Washington.
Il est plus particulièrement connu pour son rôle de Tank dans la trilogie Matrix.
Il est le fils adoptif de l'acteur Tommy Chong et ainsi frère des actrices Rae Dawn Chong et Robbi Chong.

## Apparitions diverses
1995 : Clip de la bande originale du film: "Panther" avec Notorious B.I.G, Coolio, Redman, Ill Al Skratch, Big Mike, Busta Rhymes, Buckshot & Bone Thugs. Produced by Easy Mo Bee

## Filmographie

### Cinéma
- 1995 : Panther de Mario Van Peebles : Huey Newton
- 1999 : Matrix des Wachowski : Tank
- 2005 : The Crow: Wicked Prayer de  Lance Mungia : War

### Télévision
- 1978 : La Petite Maison dans la prairie (saison 5, épisodes 12 et 13) : Sanson
- 2001 : New York, unité spéciale (saison 3, épisode 8) : Darrell Guan
- 2002 : New York, section criminelle (saison 1, épisode 17) : John West